# バーバラ・F・ウォルター
バーバラ・F・ウォルター（英語: Barbara F. Walter）はアメリカの政治学者で、カリフォルニア大学サンディエゴ校グローバル政策戦略学部の国際問題担当教授である。専門は内戦、暴力的過激主義、国内テロリズム。世界銀行、アメリカ合衆国国防総省、国務省、国連、1月6日の攻撃に関する米国下院特別委員会などのコンサルタントも務める。

## 青年期と教育
バックネル大学で政治学とドイツ語の学士号、シカゴ大学で政治学の修士号と博士号を取得。ハーバード大学オリン戦略研究所、コロンビア大学戦争と平和研究所で博士研究員を務めた。

## 経歴
ウォルターは1996年からカリフォルニア大学サンディエゴ校で教鞭をとっている。2005年から2006年にかけてはプリンストン大学のニーハウス（グローバル化と統治研究）センターでフェローを務めた。2012年にエリカ・チェノウェスと共同でブログ「Political Violence @ a Glance」を立ち上げ、2023年まで運営していた。
全米科学アカデミーのメンバーであり、アメリカ芸術科学アカデミーに所属している。
CNN、MSNBC、PBSに出演しており、ワシントン・ポスト、ウォール・ストリート・ジャーナル、ロスアンゼルス・タイムズ、タイム、ニュー・リパブリック、フォーリン・アフェアーズに寄稿している。

## 受賞歴
- スーザン・ストレンジ賞[16]
- Walter, Barbara F. (2009). Reputation and Civil War: Why Separatist Conflicts Are So Violent. Cambridge University Press. doi:10.1017/CBO9780511642012. ISBN 9780521763523
- Kahler, Miles, and Barbara Walter, editors. Territoriality and Conflict in an Era of Globalization. Cambridge University Press, 2006, Cambridge University Press
- Committing to Peace: The Successful Settlement of Civil Wars. Princeton Univ. Press. (April 13, 2021). ISBN 9781400824465
- Civil Wars, Insecurity, and Intervention. Columbia University Press. (September 1999). ISBN 9780231116275
- Walter, Barbara F. “Why Bad Governance Leads to Repeat Civil War.” The Journal of Conflict Resolution, vol. 59, no. 7, 2015, pp. 1242–72. JSTOR*Denny, Elaine K.; Walter, Barbara F. (March 2014). “Ethnicity and civil war”. Journal of Peace Research 51 (2):  199–212. doi:10.1177/0022343313512853.Denny, Elaine K; Walter, Barbara F (2014). “Ethnicity and civil war”. Journal of Peace Research (SAGE Publications Sage UK: London, England) 51 (2):  199-212. doi:10.1177/002234331351285.
- Maliniak, Daniel; Powers, Ryan; Walter, Barbara F. (October 2013). “The Gender Citation Gap in International Relations”. International Organization 67 (4):  889–922. doi:10.1017/S0020818313000209.
- Walter, Barbara F. “The Critical Barrier to Civil War Settlement.” International Organization, vol. 51, no. 3, 1997, pp. 335–364., doi:10.1162/002081897550384
- Walter, Barbara (January 2022). How Civil Wars Start and How To Stop Them. Crown. ISBN 9780593137789